# Jolanta Popiołek
Jolanta Popiołek (ur. 13 października 1947 w Sochaczewie, zm. 12 marca 2025) – polska polityk, pedagog, senator V kadencji.

## Życiorys
Ukończyła studia w Wyższej Szkole Wychowania Fizycznego w Gdańsku (1973). Pracowała jako pedagog, w latach 1991–1997 była dyrektorem Zespołu Szkół Zawodowych nr 2 im. Jarosława Iwaszkiewicza w Sochaczewie. Zainicjowała działalność mini-przedsiębiorstwa „Prymus”, które zdobywało nagrody w konkursach krajowych i międzynarodowych. Wieloletnia działaczka Związku Nauczycielstwa Polskiego, miała stopień harcmistrza ZHP. W latach 1998–2001 zasiadała w radzie powiatu sochaczewskiego.
W latach 1966–1990 należała do PZPR. W 2001 z ramienia Sojuszu Lewicy Demokratycznej została wybrana na senatora V kadencji z okręgu płockiego. W 2005 i 2011 bez powodzenia kandydowała do parlamentu. W 2006 i 2010 ponownie wybierana do rady powiatu, w której zasiadała do 2014. Na początku grudnia 2011 odeszła z SLD. Założyła następnie stowarzyszenie Ruch Obywatelski „Teraz Sochaczew”, którego została przewodniczącą. W 2024 kolejny raz uzyskała mandat radnej powiatu (z ramienia KO).